# Julio Calvo Pérez
Julio Calvo Pérez es un lingüista español que trabaja desde 1988 en la investigación de la lengua quechua y del español hablados en Perú. Es Catedrático de la Facultad de Filología de la Universidad de València, en el Departament de Teoria dels Llenguatges. Ostenta el título de Licenciado en Filosofía y Letras y el grado de Doctor en Filología. Su más destacada —y última— publicación es el Nuevo diccionario bilingüe español-quechua /quechua-español, el cual está basado la teoría de la Pragmática Topológico-Natural (elaborada por él). Asimismo, es el director técnico de DiPerú, diccionario de peruanismos de la Academia Peruana de la Lengua, de la que es miembro correspondiente.

## Biografía
Julio Calvo Pérez nació en La Peraleja, Cuenca, España, en 1946. Hijo de Felipe Calvo y Encarnación Pérez. De joven dedicó muchos años de su vida a la lectura intensiva de los clásicos y fue aficionado a los juegos de cartas, el dominó y el ajedrez, cambiando un día los "trebejos" por los fonemas. Como autodidacta de formación, cursó estudios por enseñanza libre desde la escuela primaria y secundaria hasta la universidad.
Estudió Pedagogía y Psicología en la Universidad de Valencia entre 1971 y 1975 y fue catedrático del Instituto de Lengua y Literatura Españolas desde 1978. En 1985, se doctoró con la tesis Clasificación semántica de los adjetivos puros del español contemporáneo. Al año siguiente, ingresó como Profesor Titular por oposición en la Universidad de Valencia, donde ha impartido diversidad de módulos de Lingüística General, tanto de especialidad como en maestría y doctorado, tales como Semántica y Pragmática, Tipología Lingüística, Teoría del Lenguaje, Lingüística Amerindia, Lexicología y Lexicografía, Terminología, Teoría y Práctica de la Traducción, Morfología, Sintaxis, entre otros. Actualmente es Catedrático de dicha disciplina en el Departamento de Teoría de los Lenguajes y Ciencias de la Comunicación de la mencionada universidad. Ha impartido cursos y conferencias en diversas universidades de Europa y América. Entre 2002 y 2004, fue profesor visitante de la Pontificia Universidad Católica del Perú. En abril de 2007, ingresó en la Academia Peruana de la Lengua, como miembro correspondiente. Dos años después, en 2009, se publicó su Nuevo diccionario bilingüe español-quechua / quechua-español, obra en la que trabajó durante 15 años y para la cual contó con el auspicio de la Universidad de San Martín de Porres de Lima. Actualmente, es Director Técnico del proyecto del Diccionario de Peruanismos de la Academia Peruana de la Lengua, llamado DiPerú. En su trabajo como investigador ha publicado una treintena de libros y un largo centenar de artículos sobre su especialidad.
A lo largo de su carrera, ha organizado diversos coloquios y congresos internacionales sobre lenguas amerindias. Dirige —y ha dirigido— proyectos sobre quechua y sobre las influencias de esta lengua en el español peruano y ha estudiado las particularidades del español hablado en Lima, en colaboración con la Universidad Ricardo Palma, donde es profesor honorario y ha sido nombrado profesor Honoris Causa. Asimismo, ha diseñado —y codirigido— la colección De Acá para Allá: Lenguas y Culturas Amerindias y también ha fundado y dirigido la revista internacional UniverSOS. Revista de lenguas indígenas y universos culturales, sobre lengua y pueblos amenazados. Es, además, asesor de diversas publicaciones de su especialidad.

## Líneas de investigación
- Gramática Liminar. Lingüística Matemática: Bajo la Dirección de Ángel López García: artículos y libros.
- Pragmática Lingüística: Pragmática del quechua y del español (Cuzco (Perú) / Madrid (España).
- Historia de la Lingüística: Trabajos sobre el siglo XVI (Valdés). Siglo XVII (Covarrubias). Siglo XVIII y principios del siglo XIX (Lorenzo Hervás, José Antonio Conde).
- Semántica y Lexicología:Tesis doctoral. Teoría del Diccionario.
- Morfosintaxis:Aspectos de Morfología y Sintaxis.
- Traducción:Teórica: cursos impartidos en Lima (Perú) Práctica: Traducción de Ollantay: primera traducción a catalán de un texto quechua.
- Lingüística Teórica:Creador de la Lingüística Topológico-Natural.
- Lingüística Aplicada:A la reconstrucción de textos.
- A la Metodología de Lenguas Extranjeras (MEL-ALEX).  Lexicografía monolingüe y bilingüe.
- Tipología Lingüística : Trabajo en la Red: LICEUS.
- Etnolingüística : Creador de la primera revista de Etnolingüística en España: UniverSOS.
- Gramática Cognitiva: Modelo aplicativo de 1982: Las categorías puras.  Investigaciones variadas en la actualidad más inmediata.
- Español de América. Español peruano: Director Técnico de DiPerú.
- Lingüística Amerindia.
- Lingüística Misionera.
- Literatura indígena.
- Traducción de lenguas indígenas.